# Жданов, Владимир Петрович
Влади́мир Петро́вич Жда́нов (1824—1891) — русский генерал-лейтенант, участник русско-турецкой войны 1877—1878 гг.

## Биография
Родился 20 февраля (3 марта) 1824 года; происходил из дворян Великого Княжества Финляндского. Воспитывался в Дворянском полку, оттуда был выпущен 10 августа 1844 года в 3-й уланский Смоленский Его Императорского Высочества Наследника Цесаревича полк.
В 1847 году назначен исправляющим должность полкового адъютанта; в 1849 г. — находился в походе в Австрии по случаю Венгерского мятежа и участвовал в сражениях под Вайценом и при селе Дука.
В 1857 году был переведён в Образцовый пехотный полк на должность помощника эскадронного командира, и в продолжение трёх лет получил чины: ротмистра (в 1858 г.) и майора (в 1861 г.).
В 1861 году В. П. Жданов сдал должность, и после этого тринадцать лет командовал эскадроном в Литовском уланском полку.
В ноябре 1868 году был произведён в полковники; в 1870 году награждён орденом Св. Владимира 4-й степени с бантом за 25 лет беспорочной службы; в 1871 году получил орден Св. Анны 2-й степени. В марте 1874 года назначен на должность полкового командира 10-го уланского Одесского Его Высочества герцога Нассауского полка.
Во время русско-турецкой войны 1877—1878 гг. находился в составе войск Евпаторийского отряда и в 1878 году за отличие, оказанное при отражении атаки турецкой эскадрой города Евпатории, награждён мечами к ордену Св. Владимира 3-й степени, полученному годом ранее.
Был произведён 20 апреля 1880 года в генерал-майоры — с назначением командиром 2-й бригады 3-й кавалерийской дивизии; в 1884 году был удостоен ордена Св. Станислава 1-й степени; 1 ноября 1889 года произведён в генерал-лейтенанты, с увольнением от службы с мундиром и пенсией.

### Семья
Жена — Мария Герасимовна в девичестве Веселаго (ум. 1901); дети: сын — Владимир (ум. 1906) и дочери — Наталья, а также Лидия, которая была замужем за В. И. Беляевым.